# Nadya Suleman
Nadya Denise Doud-Suleman (Fullerton, California, 11 de julio de 1975), apodada Octomom, es una estadounidense revelada por los medios de comunicación después de haber dado a luz a octillizos en enero de 2009, resultando así la segunda mujer que dio a luz a octillizos en Estados Unidos. Los niños de Nadya Suleman sobrevivieron más de una semana después de su nacimiento, estableciendo así un nuevo récord mundial de supervivencia para los octillizos. Las condiciones que rodean a este nacimiento han suscitado una controversia sobre la utilización de las técnicas de reproducción asistida así como una encuesta de la Comisión Médica de California sobre los especialistas implicados.

## Biografía

### Juventud
Nadya Suleman nació en Fullerton, California. Es hija única de Angela Victoria (nacida en 1940) y de Edward Doud Suleman (nacido en 1942), un sirio iraquí estadounidense, casado en Las Vegas en 1974 y divorciado en 1990.
Nadya Suleman es diplomada de la Nogales High School en 1993, con una especialidad de técnica psiquiátrica. Trabaja entonces en el Metropolitan State Hospital. Después estudió en la Universidad Estatal de California de Fullerton y obtuvo una selectividad en ciencias en desarrollo de los niños y de los adolescentes en 2006.

### Matrimonio
En 1996, Suleman se casó con Marco Gutiérrez y se separó en 2000. Gutierrez pidió el divorcio en noviembre de 2006 y se hizo efectivo en enero de 2008. En una entrevista en Inside Edition, Guttierez explica que su divorcio se debió a sus tentativas infructuosas de tener niños. Suleman, desesperada, quería entonces intentar la fecundación in vitro, pero a Gutierrez no le gustó la idea de los bebés probeta y se niega a formar parte del procedimiento, afirmando que no es el padre de ninguno de los niños de Suleman. Gutierrez se volvió a casar más tarde y tiene dos niñas biológicas.

### Niños
Suleman comenzó los tratamientos de fecundación in vitro en 1997, cuando tenía 21 años, bajo la supervisión del doctor Michael Kamrava, que sería expulsado del American Society for Reproductive Medicine en octubre de 2009. En 2001, Suleman da luz a su primer hijo, llamado Elijah. Le sigue su primera hija, Amerah, nacida en 2002. Recibe entonces tratamientos de FIV adicionales, que desembocan a otros tres embarazos (incluido un par de gemelos fraternos) de un total de seis niños (cuatro hijos y dos hijas).
En 2008, Suleman declara que quedaban seis embriones fecundados durante sus tratamientos anteriores de fecundación in vitro. Explica que, mientras que ha pedido que estos embriones restantes estén implantados, deseó un sexto embarazo para que los embriones congelados no se destruyan. Cuando los seis embriones restantes fueron implantados, dos de los embriones se dividieron en gemelos, dando finalmente ocho embriones. En junio de 2011, durante una encuesta de la Comisión Médica de California, se constató que Kamrava había en realidad implantado doce embriones. Después de haber examinado el caso Suleman, en combinación con tres otros casos, la Comisión médica de California votó la revocación de la licencia médica de Kamrava, a partir del 1.º de julio de 2011.
La noticia de las octillizos provocó una mediatización a nivel internacional. La reacción del público es ampliamente negativa, desembocando en amenazas de muerte. La decisión de Suleman de tener octillizos originó numerosas discusiones públicas, y dio lugar a una manifestación ante la casa de Suleman. Varias personas expresaron su miedo con relación al peso de los niños. Por su parte, Suleman declaró que creía tener derecho a un apoyo público consecuente para sus niños. Afirmó tener miedo a atender a los niños de modo independiente, declarando que tenía la intención de retomar sus estudios para culminarlos, pero Suleman permanece actualmente en el paro después de haber estado en incapacidad laboral entre 2002 y 2008, como consecuencia de una herida en las espaldas padecida durante un motín en septiembre de 1999.
En marzo de 2009, Suleman compró una nueva casa en La Habra. El 14 de abril de 2009, todos los niños encontraban con su madre y su abuela. Los octillizos celebraron su primer cumpleaños el 26 de enero de 2010. Suleman declaró algunos meses más tarde a la revista People: «No duermo mucho, aproximadamente dos o tres horas por noche. Pero sigo yendo adelante e intentando ser la mejor madre posible».

### Carrera de actriz
La notoriedad de Nadya Suleman ha motivado varias propuestas para actuar en películas pornográficas, en particular de Steven Hirsch, presidente de Vivid, que habría propuesto hasta un millón de dólares. Después de negarse durante mucho tiempo a estas propuestas, acabó por aparecer en 2012 en una película pornográfica titulada Home Alone, dirigida por Brad Armstrong y distribuida por Wicked Pictures. La película recibió cuatro nominaciones a los AVN Awards de 2013 y logró el premio de la mejor película sexual de celebridad.
En 2012 estaba en posproducción la película de horror Millennium, donde Suleman desempeñó el primer papel, producida por FUBOT Pictures y dirigida por Kevin Clark y Manzie Jones.

## Octillizos y reproducción asistida
Tener octillizos es un hecho completamente excepcional y de forma natural la probabilidad de que ocurra es prácticamente de 0. Nadya Suleman lo consiguió mediante técnicas de reproducción asistida, concretamente mediante fecundación in vitro. En un primer momento, 6 embriones le fueron inyectados, y, sorprendentemente, no sólo todos salieron adelante, sino que además, dos de los seis se dividieron en dos dando lugar a ocho embriones finalmente. Pese a que todos los hijos salieron adelante, esto es un caso muy excepcional, pues los embarazos múltiples de tal calibre suponen un riesgo muy alto, tanto para los niños como para la madre, y la probabilidad de que todos los niños nazcan y crezcan sanos es muy baja. Es por ello que, tras una investigación sobre el caso, el consejo médico de California decidió revocar la licencia del doctor Kamrava, quien llevaba el caso de Natalie, por cometer una grave negligencia.
En la actualidad, el efecto secundario más común de las técnicas de reproducción asistida es el embarazo múltiple. Es por ello que debe hacerse un seguimiento exhaustivo para tratar de evitarlos. Por ejemplo, en la inseminación intrauterina, la estimulación ovárica debe ser suave, y pese a ello, en ocasiones podemos ver casos en los que el ovario da más folículos de lo normal. Cuando el número de folículos es superior a 3, suele detenerse el proceso para minimizar riesgos. Además, en estas circunstancias en las que hay un número de folículos superior al normal, el riesgo de que ocurra el embarazo múltiple por medios naturales es también alto, por lo que se recomienda la abstinencia de relaciones sexuales hasta después de la siguiente menstruación.